# イゴール・デニソフ
イゴール・デニソフ（Igor Denisov, 1984年5月17日 - ）は、ロシア・サンクトペテルブルク出身の元サッカー選手。現役時代のポジションはミッドフィールダー。
よりロシア語読みに近いイーゴリ・デニソフとも表記される。

## 経歴

### クラブ
2001年、FCゼニト・サンクトペテルブルクのトップチームに昇格。当時はフォワードとしてプレーをしていたが、後にミッドフィールダーにコンバートされ、数々のタイトル獲得に貢献。UEFAカップ 2007-08決勝戦のグラスゴー・レンジャーズFC戦 (2-0)では先制点を挙げ、チームの優勝に貢献した。
2010年12月22日、その年のロシア年間最優秀サッカー選手賞を受賞したダニーや古株のヴィアチェスラフ・マラフェエフを抑えて、ファンが選ぶ「チームMVP」に輝いた。
2011-12シーズンのロシア・プレミアリーグは、夏季リーグから冬季リーグへの切り替えを行ったため、44試合の長丁場となった。デニソフは40試合に出場し、リーグ2連覇に貢献。2011-12シーズンのロシア・プレミアリーグ最優秀選手に選出された。
2013年6月、FCアンジ・マハチカラに移籍したが、アンジの財政縮小の影響を受け、8月にチームメイトのユーリ・ジルコフとアレクサンドル・ココリンと共にFCディナモ・モスクワに移籍した。
2019年5月27日、双方合意の上でロコモティフ・モスクワとの契約を解除し退団。29日、代理人を通じて現役引退を発表した。

### 代表
U-21代表のキャプテンとして活躍した後、2005年10月8日のルクセンブルク戦でロシア代表初招集された。2度目の招集は2007年3月24日のエストニア戦。前述の2008年のUEFAカップ制覇に貢献したことで、UEFA EURO 2008の暫定メンバーに選ばれたが、レギュラーではなかったため、辞退した。同年10月、1年7か月ぶりに招集され、ドイツ戦でデビューを飾った。以降はレギュラーとして活躍し、UEFA EURO 2012ではエントリーメンバーとして選出された。2012年9月7日、ファビオ・カペッロ体制からはアンドレイ・アルシャヴィンに代わってキャプテンに就任している。

## 人物
- 既婚者であり、4人の子供を授かっている。2005年4月1日に娘が、2008年9月26日に彼と同名の長男が、2011年12月18日に男2人の双子が生まれた。
- オスとメスのブルドッグを1匹ずつ飼っている。
- 好きな選手はアレッサンドロ・デル・ピエロ。
- 趣味はテニスとチェス。特にチェスは、世界チャンピオンのピーター・スヴィドラーとともにゲームをプロデュースするほど好きである。

### 不祥事
- 代表での来歴の通り、UEFA EURO 2008の暫定メンバーに選ばれたが、当時まだ代表キャップがなかったデニソフは出場が見込めないことなどを理由にこれを辞退し、国内で賛否両論が巻き起こることとなった。
- 2010年9月頃にアシスタント・コーチのウラディスラフ・ラディモフと練習中に大喧嘩をする騒ぎを起こしている。
- 2010年10月27日のFCスパルタク・モスクワ戦 (0-1)で、スパルタクのヴァレリー・カルピン監督と試合後罵り合いを起こしたとして、4試合の出場停止処分を受けた。
- 2012-13シーズンの夏の移籍市場で獲得したフッキやアクセル・ヴィツェルの高額年俸に異を唱え、前週の練習を無断で欠席したうえ、9月26日のクリリヤ・ソヴェトフ・サマーラ戦でも出場を拒否したデニソフは、今回の発言に先立つ23日、共闘して抗議を行ったチームメイトのアレクサンドル・ケルジャコフと共にリザーブチームへの降格を言い渡された[6]。

### 2022年ロシアのウクライナ侵攻に関して
2022年6月14日、ジャーナリストのノーベル・アルスタミアンのインタビューに応じ、ロシアのウクライナ侵攻によるロシア人選手の国際大会出場停止を支持すると述べた。侵攻が始まったばかりの頃に、プーチン大統領に戦争を止めるよう訴えるビデオを撮影したが、映像を渡したメディアはそれを掲載しなかったという。デニソフは、すべてのロシア人がこの責任を負うと考えているという。ロシアのプロパガンダを信じる人々の心を変えるものは何かと問われ、「テレビは見るな」と答え、8年前からロシアのテレビを見ている妹の心を変えることはできないとも話した。また「自分の立場を表明しただけで迫害され、刑務所に入れられるようなことがあってはならない」とアレクセイ・ナワリヌイへの迫害を非難した。

## 所属クラブ
- FCゼニト・サンクトペテルブルク 2001-2013
- FCアンジ・マハチカラ 2013
- FCディナモ・モスクワ 2013-
- FCロコモティフ・モスクワ 2016-

## 代表歴

### 出場大会
- ロシア代表
  - 2014 FIFAワールドカップ

### 試合数
- 国際Aマッチ 54試合 0得点（2008年-2016年）[9]

| ロシア代表 | 国際Aマッチ | 国際Aマッチ |
| 年         | 出場        | 得点        |
| ---------- | ----------- | ----------- |
| 2008       | 2           | 0           |
| 2009       | 9           | 0           |
| 2010       | 3           | 0           |
| 2011       | 8           | 0           |
| 2012       | 13          | 0           |
| 2013       | 5           | 0           |
| 2014       | 6           | 0           |
| 2015       | 6           | 0           |
| 2016       | 2           | 0           |
| 通算       | 54          | 0           |

## タイトル

### クラブ
ゼニト・サンクトペテルブルク
- ロシアサッカー・プレミアリーグ ： 2007, 2010, 2011-12
- ロシア・スーパーカップ ： 2008, 2011
- UEFAカップ ： 2007-08
- UEFAスーパーカップ ： 2008
- ロシア・カップ ： 2010

ロコモティフ・モスクワ
- ロシアサッカー・プレミアリーグ ： 2017-18